# Dryopetalon breedlovei
Dryopetalon breedlovei là một loài thực vật có hoa trong họ Cải. Loài này được (Rollins) Al-Shehbaz mô tả khoa học đầu tiên năm 2007.